# Affreschi del porticato di villa Giulia (destra)
Tutti gli affreschi del porticato di Villa Giulia, residenza di campagna di Giulio III, furono realizzati fra l'autunno del 1552 e la primavera del 1553. Rappresentano un unicum, per vari motivi che sono contemporaneamente presenti: sono stati realizzati immediatamente dopo la costruzione del porticato e quindi ideati insieme all'architettura della villa, rispondono ad un progetto pittorico unitario, furono pensati come proseguimento della campagna circostante che era allora piantata a vigneti, accompagnano i passi di chi vuole restare al coperto ma con l'illusione di camminare all'aperto e in un luogo immaginario di delizie e di svago, coniugano la rappresentazione dell'arte classica antica con una visione rinascimentale dell'arte, in cui la natura è al centro dell'attenzione. Il cattivo stato delle pitture, fino agli anni settanta del Novecento ha impedito una chiara lettura di questo complesso pittorico. Sull'attribuzione dei dipinti i critici sono in disaccordo.

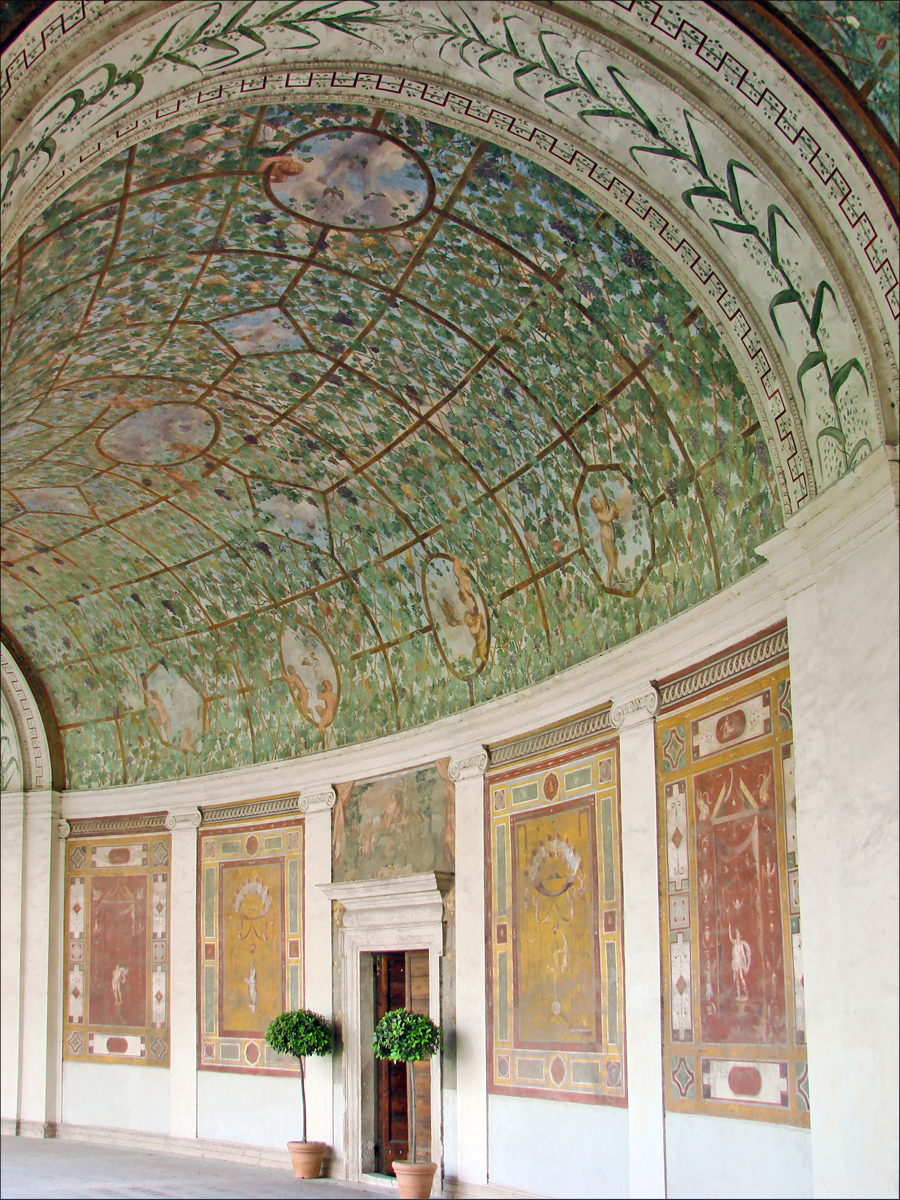
Il porticato con affreschi di Villa Giulia (Roma)

## Descrizione

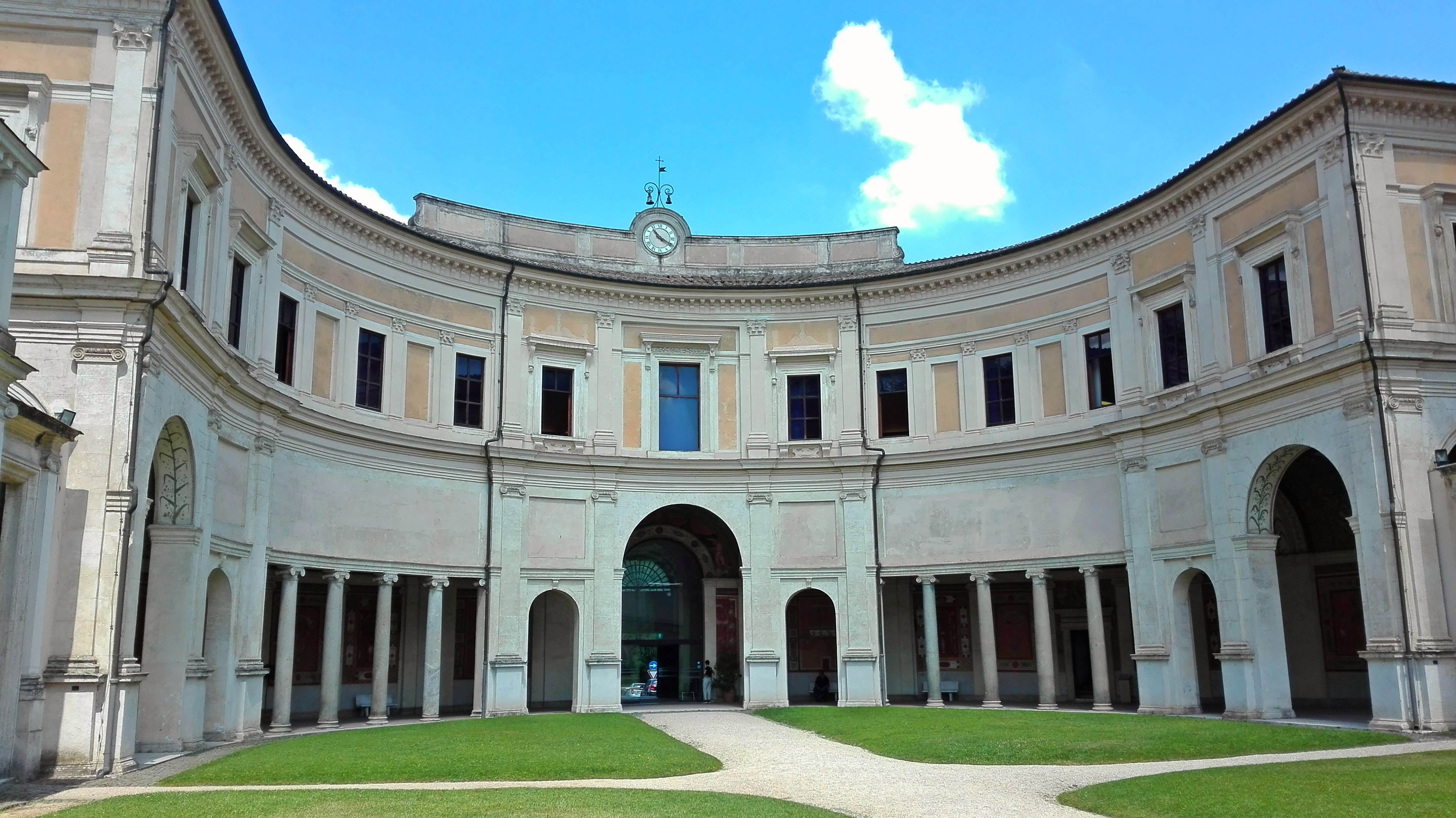
Villa Giulia, emiciclo con il porticato

I pergolati con rose bianche e rosse e con gelsomini, con uva bianca e nera sono popolati di uccelli di varie specie - in volo o poggiati su rami - e di amorini che danzano, colgono uva e giocano festanti. I riquadri sulle pareti, con le edicole, le grottesche e le divinità - ad imitazione delle pitture della Domus Aurea - danno l'idea di una decorazione a parete non fissa: più che pitture sembrano arazzi, appesi alla parete. Molti motivi decorativi sono tratti dalla scultura e dalla pittura romana antica, a volte mediata attraverso scene e decori di artisti cinquecenteschi, come quelli dell'incisore Marcantonio Raimondi.
La critica ha individuato due diverse mani: Pietro Venale e Prospero Fontana, che si sono ampiamente serviti di aiuti. Per lavori in pittura nel Palazzo Apostolico e nella Vigna, dall'autunno 1552 alla primavera 1553 risulta che furono concessi a Pietro Venale cinque pagamenti e un altro pagamento, in data 1º aprile 1553, che riguarda lavori eseguiti solamente a Villa Giulia. Non ci sono altre informazioni su questi lavori e lo storico dell'arte Alessandro Nova ha giudicato troppo bassi questi importiti, per giustificare l'attribuzione a Pietro Venale di tutti gli affreschi del porticato di Villa Giulia. A confronto, Prospero Fontana nello stesso periodo riceveva uno stipendio mensile fisso di venti monete d'oro, quindi sei monete d'oro più del Vignola, che era l'architetto della villa. La mano di Prospero Fontana (con aiuti) era stata del resto già riconosciuta nei due affreschi sovrapporta, che si trovano a metà del porticato di destra e a metà di quello di sinistra, quindi Alessandro Nova assegna a Fontana, non solo l'esecuzione di gran parte degli affreschi all'interno della villa, ma anche l'ideazione dell'intero apparato decorativo del porticato.
Né il Bénézit e né l'Allgemeines Künstlerlexikon nella sua ultima edizione citano, tra le opere di Venale, gli affreschi a Villa Giulia; anzi definiscono questo pittore come specializzato in grottaglie e in decorazioni. Ma le grottaglie, a Villa Giulia, sono proprio sulle pareti del porticato e quindi, con il beneficio del dubbio, accanto alle immagini delle grottaglie e delle parti decorative, abbiamo qui proposto il nome di Pietro Venale. Le scene che si aprono nella volta, con piccoli satiri, putti e amorini, e con uccelli in volo o poggiati sui rami, hanno variazioni minime e sono state realizzate con identica tecnica e con stessa tavolozza di colori, freschi luminosi ma delicati.

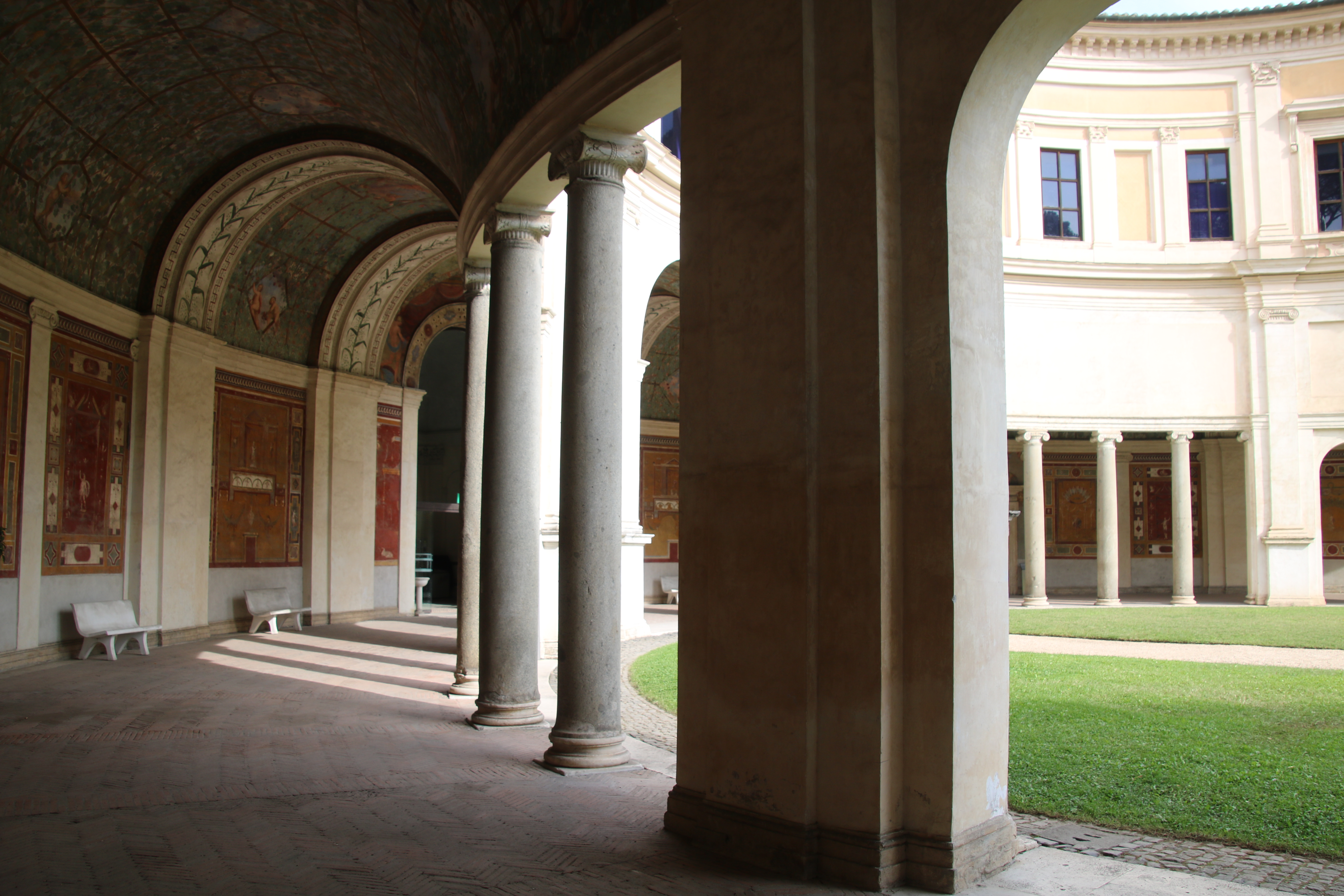
Villa Giulia, porticato

### Come erano il porticato e il giardino?
L'emiciclo con il porticato oggi abbraccia un giardino, spartito in due spicchi uguali da un vialetto, e piantato a prato rasato. Nel percorrere il porticato dobbiamo invece immaginare che nel giardino, a metà Cinquecento, crescevano le stesse piante ritratte negli affreschi: vite a grappoli neri e bianchi, gelsomino bianco, rose rosse rosa e bianche, che diffondevano le loro essenze ed aromi di frutti maturi e di fiori sbocciati. Ad accompagnare il passeggio sotto il porticato probabilmente c'erano anche gabbie con uccelli, disposte lungo il percorso, in corrispondenza degli uccelli ritratti sulla volta. In determinate occasioni forse c'erano anche bambini che suonavano gli stessi strumenti musicali che vediamo in mano ai putti e agli amorini. Potevano anche esserci bimbi allegramente danzanti. Tutto questo, oggi, si potrebbe evocare, poiché abbiamo la tecnologia necessaria per ricreare virtualmente queste scene. 
Una simbologia appena avvertibile accompagna la successione degli affreschi sulla volta. Si entra in uno spazio a pianta quadrata e sulla volta si vede un pergolato di gelsomini, al cui centro occhieggia il disco solare, tra un volo di putti. Percorrendo ciascuno dei due bracci, si passa da uno spazio affrescato con un pergolato di rose, ad un altro con un pergolato di uva nera e bianca, ad un settore con un secondo pergolato di rose, fino a raggiungere lo spazio finale, dove nelle vele è dipinto il pergolato di gelsomini. Putti e satirelli, che giocano tra grappoli di uva, si abbandonano a qualche scherzo e a qualche gioco erotico; ma tra i gelsomini tutto si ricompone, in un morbido abbraccio e il membro dei putti è velato da un ramo con foglie.

## Affreschi nella zona centrale
| Autore e titolo | Descrizione | Immagine |
| --- | --- | -------- |
| Prospero Fontana? - Parte centrale del portico, la volta a crociera                                                     | Quattro scene con piccoli satiri o amorini, entro lunette che si aprono tra le foglie di gelsomino bianco, verso un cielo terso. Al centro, un quadrato esaltato da un volo di angeli e da cui penetrano raggi di luce, provenienti da un cielo, entro anelli dai colori dell'iride. Una rete di fili neri sottolinea l'architettura della volta. |          |
| Pietro Venale? - Parte centrale del portico, figura maschile sull'arco, vista di spalle, sorregge un tendaggio rosso    | Villa Giulia, parte centrale del portico, figura maschile 1. |          |
| Pietro Venale? - Parte centrale del portico, figura maschile sull'arco, vista di fronte che sorregge un tendaggio rosso | Villa Giulia, parte centrale del portico figura maschile 2. |          |
| Pietro Venale? - Mascherone nella parte centrale del portico                                                            | Villa giulia, parte centrale del portico, affreschi sull'arco, mascherone. Sotto si vede lo stemma del papa Giulio III. |          |

## Affreschi nel porticato di destra
| Titolo                 | Descrizione | Immagine |
| ---------------------- | ----------- | -------- |
| Il porticato di destra |             |          |

### Affreschi sulle pareti
| Autore e titolo                                                        | Descrizione | Immagine |
| ---------------------------------------------------------------------- | --- | -------- |
| Pietro Venale? - Grottesca con Marte con la lancia e lo scudo          | |          |
| Pietro Venale? - Grottesca con Venere sul globo terrestre              | Venere con la punta del piede poggiata in equilibrio sul globo terrestre.                                                                      |          |
| Prospero Fontana e aiuti - Sovrapporta. Affresco con Sileno su caprone | Nel corteo bacchico Sileno cavalca il caprone, di spalle, tenendo in mano un grappolo d'uva e accompagnato da Pan e da satiri ebri e festanti. |          |
| Pietro Venale?                                                         | Grottesca con Divinità. |          |
| Pietro Venale? - Figura centrale di grottesca con Apollo citaredo      | La faretra è appesa alla spalla di Apollo che pizzica le corde della lira, il suo strumento musicale.                                          |          |

### Affreschi sulla volta a botte

#### Primo pergolato di rose
| Autore e titolo                                                 | Descrizione                             | Immagine |
| --------------------------------------------------------------- | --------------------------------------- | -------- |
| Prospero Fontana? – Putto a cavalcioni, in una apertura a rombo | Un putto a cavalcioni, coglie una rosa. |          |

#### Pergolato di uva
| Autore e titolo                                                                 | Descrizione                                                                       | Immagine |
| ------------------------------------------------------------------------------- | --------------------------------------------------------------------------------- | -------- |
| Prospero Fontana? - Due piccoli satiri, in apertura ottagonale, di fronte       | Due piccoli satiri, affacciati, si passano un grappolo d'uva nera.                |          |
| Prospero Fontana? - Due satiri e grappolo d'uva, in apertura ovale              | Due piccoli satiri, uno arrampicato, si passano un grappolo d'uva nera.           |          |
| Prospero Fontana? - Putto con uccellino in apertura ovale                       | Un putto con un uccellino in volo.                                                |          |
| Prospero Fontana? - Due satiri, in apertura ottagonale, di spalle               | Due piccoli satiri di spalle, uno si arrampica.                                   |          |
| Prospero Fontana? - Due putti con uccellino e scoiattolo in apertura ottagonale | Due putti, uno affacciato e l’altro rampante, con uccellino in volo e scoiattolo. |          |
| Prospero Fontana? - Due putti con uccellino in apertura ovale                   | Due putti, di spalle, con uccellino.                                              |          |
| Prospero Fontana? – Due putti con uccello in aperture ovale                     | Due putti hanno in mano un cestino con l'uva. Un uccello in volo.                 |          |
| Prospero Fontana?- Un piccolo satiro coglie l'uva in apertura ottagonale        | Da un tralcio di vite che pende un piccolo satiro coglie l'uva.                   |          |

#### Secondo pergolato di rose
| Autore e titolo                                                      | Descrizione                                                                            | Immagine |
| -------------------------------------------------------------------- | -------------------------------------------------------------------------------------- | -------- |
| Prospero Fontana? – Due putti e uccello nel nido in apertura a rombo | Due putti arrampicati tra le rose – uno sta scrivendo - e un uccellino dentro il nido. |          |

### Affreschi sui costoloni
| Autore e titolo | Descrizione | Immagine |
| --------------- | --- | -------- |
| Pietro Venale?  | Intorno alla canna volano farfalle; sulle sue foglie si posano uccellini e scivolano lumache. Un tralcio di edera si arrampica, girando intorno al fusto della canna. |          |

### Affreschi sulla volta a crociera
| Titolo | Descrizione | Immagine |
| --- | ----------- | -------- |
| Prospero Fontana? - Le quattro vele con il pergolato di gelsomini bianchi e le quattro aperture a semiluna. |             |          |
| Prospero Fontana? - Un putto e un amorino con le ali sono seduti.                                           |             |          |
| Prospero Fontana? - Due amorini abbracciati.                                                                |             |          |
| Prospero Fontana? - Un putto aiuta un altro putto ad arrampicarsi.                                          |             |          |
| Prospero Fontana? - Due putti si danno la mano. Uno suona il piffero.                                       |             |          |